# Orbilius Pupillus
Orbilius Pupillus (Kr. e. 1. század) római grammatikus.
Beneventumban született, előbb írnok, azután katona volt. Leszerelése után szülővárosában tanított, majd Kr. e. 63-ban Rómába került. Itt nagy tekintélynek örvendett, mindazonáltal nagy szükségben élt, ami komorrá és kedvetlenné tette. E hangulatát, úgy tűnik, tanítványaival is érzékeltette, mivel Horatius, akinek szintén mestere volt, „plagosus”-nak nevezte. Százéves korában halt meg, Suetonius is említést tesz róla grammatikusokról írott művének egyik töredékében.